# Alberto Contador
Alberto Contador Velasco (Madrid, 6 december 1982) is een Spaans voormalig wielrenner.
Al op 25-jarige leeftijd had El Pistolero, zoals een van Contadors bijnamen luidt, de drie grote rondes gewonnen, waarmee hij de prestatie van Felice Gimondi en Bernard Hinault evenaarde. Ook Eddy Merckx, Jacques Anquetil, Vincenzo Nibali en Chris Froome wonnen de Giro, Tour én Vuelta, maar bereikten deze mijlpaal op een wat latere leeftijd.
Op 6 februari 2012 werd Alberto Contador door het TAS voor twee jaar geschorst. Hierbij moest hij onder meer zijn Tourzege uit 2010 en zijn Giro-overwinning uit 2011 inleveren.
Contador is na Hinault de tweede renner in de geschiedenis die de drie grote rondes elk minstens tweemaal wist te winnen.

## Carrière

### Begin en operatie
Contador werd professional in 2003 bij ONCE en viel in zijn debuutjaar meteen op met een etappezege in een tijdrit in de Ronde van Polen.
Het jaar daarop verhuisde hij met zijn ploeg mee naar de nieuwe sponsor Liberty Seguros en leek hij te bevestigen, met onder meer een vijfde plaats in de Catalaanse Week. Tijdens de Ronde van Asturië in mei ging het mis. Na een val in de eerste rit werden er bloedklonters in zijn hersenen ontdekt. Contador moest onder het mes voor een riskante operatie, waaraan hij nu een litteken van oor tot oor heeft overgehouden. Zijn carrière stond op het spel, nog voor hij goed en wel begonnen was, maar Contador doorstond de lange revalidatieperiode en kwam in 2005 terug.

### Comeback
Contador keerde in 2005 succesvol terug in het peloton. Hij won een etappe in de Tour Down Under die hij zijn mooiste overwinning ooit noemde, omdat het de eerste was na zijn operatie. Hij deed hetzelfde in de Catalaanse Week, waarin hij ook het eindklassement won, en won vervolgens etappes in de ProTour-wedstrijden Ronde van het Baskenland en Ronde van Romandië. In die rondes werd hij respectievelijk derde en vierde in het eindklassement.
In 2006 begon het seizoen vrij moeizaam, maar dit seizoen moest de doorbraak worden van Alberto Contador. Met etappe-overwinningen in de ProTour-wedstrijden Ronde van Romandië en Ronde van Zwitserland was hij volledig klaar voor de Ronde van Frankrijk. Maar als gevolg van Operación Puerto, de codenaam van een Spaanse dopingszaak waar meer dan 200 atleten bij betrokken waren, mochten hij en zijn ploeg niet starten. Een paar dagen later meldde de Spaanse sportarts Eufemiano Fuentes zelf dat de renners Alberto Contador en Allan Davis niets met de zaak te maken hadden. Op 23 juli 2007 meldde de Süddeutsche Zeitung echter dat Contador als kroongetuige bij de zaak betrokken was en van de lijst is afgehaald in ruil voor belastende verklaringen. Alberto Contador hervatte zijn seizoen in de Ronde van Burgos waar hij een vijfde plaats neerzette in de vierde etappe, maar na de finish flauwviel op weg naar de bus, iets gelijkaardigs aan hetgeen hij in de Ronde van Asturië meemaakte, twee jaar tevoren. In Burgos werd hij overgebracht naar het ziekenhuis, maar in 2006 kwam hij niet meer in actie.

### Seizoen 2007
In 2007 verhuisde hij van ploeg en ging hij rijden voor de ploeg van Dirk Demol en Johan Bruyneel, namelijk Team Discovery Channel. Voor deze ploeg won hij al de koninginne-etappe van de Ronde van Valencia en ProTour Parijs-Nice met daarin 2 etappes.
In de Ronde van Frankrijk won hij de 14e etappe, een Pyreneeënrit, nadat hij op kop had gereden met Michael Rasmussen, die hij in de sprint de baas was. Hij was toen al enkele dagen de aanvoerder van het jongerenklassement, maar versterkte met zijn etappezege ook zijn positie in het algemeen klassement. Op 25 juli werd hij aanvoerder van het algemene klassement nadat Rasmussen door zijn ploeg Rabobank werd ontslagen en uit de Tour gezet. In de beslissende tijdrit wist hij na een duel met Cadel Evans en Levi Leipheimer de gele trui te behouden. Op 29 juli 2007 reed Contador als eindwinnaar van de Tour over de streep op de Avenue des Champs-Élysées.
In het eindklassement bedroeg het tijdsverschil met de als tweede gerangschikte Evans 23 seconden, het op één-na-kleinste tijdsverschil tussen de eerste twee in het eindklassement ooit. Alleen in de Ronde van Frankrijk 1989 was het verschil kleiner, namelijk acht seconden.
Op 30 juli werd hij door dopingexpert Werner Franke beschuldigd van dopinggebruik. Frankes aantijgingen waren gebaseerd op document 31 van de 'Fuenteslijst' waarop A.C. voorkomt, waarschijnlijk verwijzend naar Alberto Contador. Naast de initialen stond vermeld "niets of hetzelfde als J.J.", verwijzend naar Jörg Jaksche, die zijn dopinggebruik eerder al toegaf. Jaksche zelf heeft volgens eigen woorden Contador echter nooit doping zien nemen en ook dopingdokter Fuentes ontkende Contador te kennen.
Omdat Discovery Channel Pro Cycling Team er na het seizoen mee op zou houden, moest Contador op zoek naar een nieuwe ploeg. Op 23 augustus berichtte de Nederlandse ochtendkrant De Telegraaf dat Contador openlijk zou hebben gesolliciteerd bij de Rabobank. Dit werd door de betrokkenen echter ontkend. Ambitieuze plannen van het geplaagde Kazachse Team Astana haalden de ploegleider van Discovery Channel, Johan Bruyneel, over om daar zijn carrière voort te zetten. Hem volgden veel renners van de Amerikaanse ploeg, waaronder Alberto Contador.

### Seizoen 2008

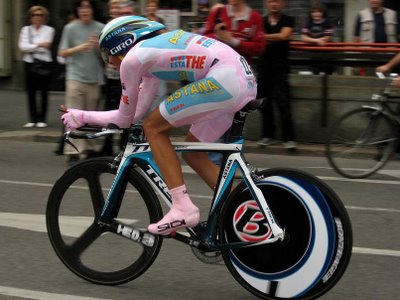
Contador in de roze leiderstrui tijdens de Ronde van Italië 2008

In 2008 bevestigde Contador de kwaliteiten die hij al had getoond in 2007, een jaar waarin Contador vruchtbaar oogstte in Parijs-Nice, de Ronde van Castilië en León en de Ronde van Frankrijk. Omdat zijn ploeg Astana niet deel mocht nemen aan de Ronde van Italië en de Ronde van Frankrijk 2008, leek Contador zich aanvankelijk te richten op de Dauphiné Libéré en de Vuelta. Toen zijn ploeg onverwacht toch startrecht kreeg in de Giro, startte Contador onvoorbereid (naar eigen zeggen) als kopman, nadat hij eigenlijk al vakantie had genomen om bij te komen van zijn voorseizoen. In dat voorseizoen had hij zowel de Ronde van Castilië en León als de Ronde van het Baskenland gewonnen. In Italië verscheen Astana met de sterkste bezetting: naast Contador ook Leipheimer en Klöden. De Kazachse formatie bleek vanaf de start echter nog niet in topvorm. Ook in het verdere verloop van de Giro konden Contador en co niet de macht grijpen, maar de klimcapaciteiten van de Spanjaard bleken voldoende om ook zonder een supervorm iedere aanval van de Italiaanse ronderenners te pareren. Contador pakte na de 15e etappe de roze leiderstrui, en hield deze tot aan Milaan vast. Zo behaalde hij, zonder etappezege, zijn tweede grote rondewinst in zijn carrière. Deze laatste overwinning was voor Contador en de wielerwereld een bevestiging van zijn enorme talent (dat onder meer Johan Bruyneel hem toeschreef). Na zijn overwinning in de Giro verklaarde Alberto Contador dat zijn boosheid naar de Tourorganisatie minder was geworden.
In de zomer deed Contador mee aan de Olympische Spelen van Peking, met een vierde plaats in de individuele tijdrit als beste resultaat. Zijn najaar stond in het teken van de Ronde van Spanje. Contador reed sterk door de koninginnenrit, met finish op de Alto de El Angliru te winnen, en daarmee ook de gouden leiderstrui, het amarillo, te pakken. De dag erna ontsnapte Contador, samen met teamgenoot Levi Leipheimer en Ezequiel Mosquera (Karpin-Galicia). Hij wist uiteindelijk bij hen weg te rijden en kwam solo over de finish. Contadors leiderstrui kwam niet meer in gevaar, en hij won zijn tweede grote ronde in één jaar, voor zijn Amerikaanse ploeggenoot Levi Leipheimer. De laatste renner die dit presteerde, was Marco Pantani in 1998 (Giro en Tour).

### Seizoen 2009
Voor het wielerjaar 2009 stond voor Contador de Tour de France weer bovenaan het verlanglijstje, maar zou hij concurrentie krijgen vanuit onverwachte hoek. Lance Armstrong maakte een veelbesproken comeback in het wielerpeloton, en sloot zich bij het sterrenensemble van Astana aan. Hiermee werden niet alleen Armstrong en Bruyneel herenigd, maar bevatte de ploeg plotsklaps de twee beste ronderenners - op papier - van het peloton, waarop meteen de vraag rees wie van de twee de kopman zou zijn in de aankomende Tour. Vooralsnog waren Contador en Armstrong vooral diplomatiek in hun uitlatingen over elkaar, maar de echte krachtmeting moest nog komen. In de eerste wedstrijd waarin beide renners als ploegmaten aan de start stonden, de Vuelta a Castilla y León, viel Armstrong al halverwege de eerste etappe. Contador werd tweede in die ronde. In de tijdrit verloor hij van Levi Leipheimer, die de daarmee opgebouwde voorsprong niet meer weggaf in de bergen.
Deze koers in maart was al de derde rittenwedstrijd van het seizoen van Contador. In februari won hij de Ronde van Algarve. Hij ging als favoriet van start in Parijs-Nice, waarin hij de concurrentie in de openingstijdrit én de koninginnenrit het nakijken gaf. Een hongerklop in de voorlaatste etappe verknalde echter zijn kansen op eindwinst. Contador zakte terug naar de vierde plaats. Hij revancheerde zich in de Ronde van het Baskenland, waarin hij de zwaarste rit én de tijdrit op zijn naam schreef en deze keer ook de eindwinst.

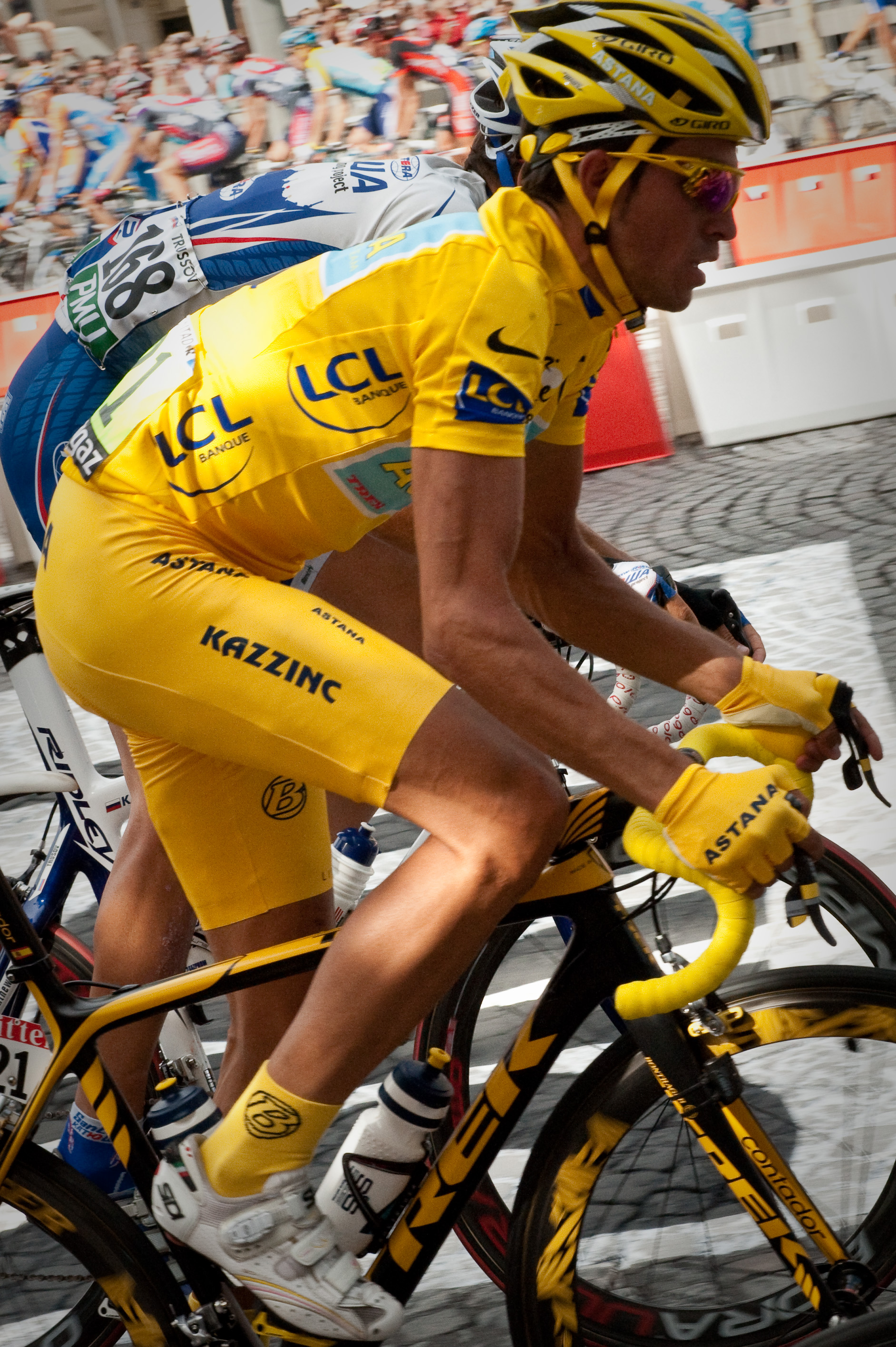
Alberto Contador in de gele trui, op weg naar zijn tweede Tourwinst

In juli reed hij vervolgens de Tour. Het begin was moeilijk, omdat hij onder druk gezet werd door Armstrong. Die slaagde er in de derde etappe in om zijn achterstand op Contador om te zetten in een kleine voorsprong. Later, in de vierde etappe werd hij zelfs net geen geletruidrager. Hij kwam een fractie van een seconde te kort om Cancellara het geel te ontnemen. Maar daarna greep Contador de macht. In de zevende etappe, de eerste bergetappe, bovendien een met aankomst bergop, sprong hij, tegen de ploegtactiek in, in de laatste kilometers weg uit het groepje met favorieten, waaronder ook Armstrong. Hij kwam 6 seconden te kort voor het geel, maar slaagde erin Armstrong op achterstand te zetten. In de vijftiende etappe nam Contador vervolgens wél het geel. Hij verstevigde zijn positie in de derde en laatste bergetappe door de Alpen en in de individuele tijdrit die hij won met drie seconden voorsprong op een gefrustreerde Cancellara. Armstrong had zich inmiddels met zijn meesterschap verzoend. In de voorlaatste etappe, met aankomst op de Mont Ventoux bleef Contador vervolgens netjes in het wiel van Andy Schleck, zijn naaste belager, zonder een van zijn kenmerkende, splijtende demarrages te plaatsen. Armstrong bleef derde in het algemene klassement. Maar bovenaan was het Contador die de vuisten balde: de buit was binnen. Zijn overmacht was bovendien groter dan twee jaar voordien. Hij won twee etappes en zijn ploeg won ook de ploegentijdrit.
In oktober 2009 had Quick Step vergaande interesse in Contador nadat bekend werd gemaakt dat Astana nog geen ProTour-licentie had, waardoor Contador vrije renner zou zijn. Op 25 november besliste de UCI dat Astana alsnog een ProTour licentie kreeg onder voorwaarde dat Contador ook in 2010 voor de Kazachse ploeg zou rijden. Op 14 december 2009 kreeg hij uit de handen van UCI-voorzitter Pat McQuaid de trofee voor Wielrenner van het Jaar.

### Seizoen 2010
Uiteindelijk moest Contador zijn contract naleven en bleef hij ook dat jaar bij Astana. Meteen in het voorjaar slaagde Contador erin om voor de tweede keer in zijn carrière Parijs-Nice te winnen. Ondanks een zwakker team slaagde hij erin deze rittenkoers te winnen met een secondespel. Twee oud-ploegmaten van Caisse d'Epargne werden respectievelijk tweede en derde (Alejandro Valverde en Luis Leon Sanchez).
Contador startte in Rotterdam als torenhoge favoriet voor de Ronde van Frankrijk, met als voornaamste tegenstanders Armstrong en Andy Schleck, de nummers 3 en 2 van vorig jaar. In de proloog moest hij 5 seconden toegeven op Armstrong, die later zou vallen en alle kansen op een klassement in rook zou zien opgaan. Belangrijker waren de 42 seconden die hij pakte op Schleck. In de kasseienrit boog Schleck dat om in 31 seconden voorsprong, Contador plooide door een slepend achterwiel maar brak niet.
Op Morzine-Avoriaz, de 2e aankomst bergop, pakte Andy Schleck opnieuw 10 seconden op Contador en de rest. Contador reageerde gepast op de steile Montée Jalabert in Mende en pakte zijn 10 seconden terug. In de Pyreneeën trokken Contador en Schleck ten aanval en reden de rest op een hoopje. Net toen Schleck Contador in moeilijkheden leek te brengen, blokkeerde zijn ketting en verloor hij 39 seconden op de Spanjaard. Contador pakte daar het geel over van de Luxemburger. Op de Tourmalet, de slotklim van de laatste bergetappe reed hij samen met Andy Schleck op 10 km van de meet weg en smeerde hij Menchov, Sanchez en Van Den Broeck anderhalve minuut aan.
Contador startte in het geel in de tijdrit met 8 seconden voorsprong op Andy Schleck en 3 minuut 40 op Denis Mensjov, maar leek die voorsprong te moeten afgeven na het eerste tussenpunt. Contador herpakte zich echter en finishte 31 seconden voor Schleck. De gele trui was binnen, 2e was Schleck op 39", Mensjov eindigde als derde op 2'01".
Op 28 juli werd bekend dat Contador zou vertrekken bij Astana. Op 3 augustus werd bekend dat hij een tweejarig contract had getekend bij Saxo Bank-SunGard, de wielerploeg van Bjarne Riis. Hij nam zijn knechten Daniel Navarro, Benjamín Noval en Jesús Hernández mee.
Op 30 september 2010 kwam naar buiten dat drievoudig tourwinnaar Alberto Contador positief was getest op clenbuterol. Contador werd voorlopig geschorst door de UCI. In een dopingtest die werd afgenomen op de tweede rustdag in Pau, tijdens de Ronde van Frankrijk, waren sporen gevonden van het verboden middel clenbuterol. Clenbuterol is een spierversterker, van oorsprong een anti-astmamiddel voor paarden, maar wordt vanwege de anabole werking sinds de jaren 90 gebruikt als spierversterker en afslankmiddel. Volgens de UCI ging het om een bijzonder kleine hoeveelheid, geschat op 50 picogram. Ook in de B-staal werd het middel gevonden.
Volgens Contador zelf is hij het slachtoffer geworden van vervuilde voeding, een speciaal gehaalde Spaanse biefstuk.
Ondanks zijn vertrouwen in een goede afloop van de zaak kondigde Contador aan dat hij overwoog te stoppen met wielrennen bij een schorsing. Sinds deze zaak is Alberto Contador vegetariër geworden.
Over de oorzaak van de positieve uitslag deden meerdere verhalen de ronde:
Besmet voedselAlberto Contador verklaarde dat de oorzaak van de positieve test te wijten viel aan het eten van besmet voedsel. De Spanjaard zou tijdens de rustdag Spaans rundvlees gegeten hebben dat besmet zou zijn met clenbuterol. Dit middel zou in bepaalde landen worden gebruikt voor het vetmesten van de dieren.
BloedtransfusieHet Franse dagblad L'Équipe meldde dat er in de urine van Contador ook sporen van plastic gevonden waren, deze bevindingen zouden duiden op bloedtransfusie. Deze opvattingen werden gedeeld door de Duitse ARD-verslaggever Hans Joachim Seppelt. Op 5 oktober 2010 publiceerde de New York Times, onder vermelding van een anonieme bron, dat er op 20 juli ook nog een positieve test was bij Alberto Contador, deze test is echter niet door de internationale autoriteiten erkend. Bij deze test werden er ook abnormale hoeveelheden plastic in het bloed gevonden. Deze ontdekking paste in de hypothese dat de clenbuterol door middel van een bloedtransfusie in het lichaam van Contador terecht zou zijn gekomen. Op 14 oktober liet het hoofd van het WADA, Oliver Rabin, weten dat het niet 100% zeker is dat er sprake is van bloedtransfusie, er kunnen ook andere verklaringen zijn voor het hoge plasticgehalte in het bloed van Alberto Contador.
ActoveginOok werd er gemeld dat de gevonden clenbuterol het gevolg zou kunnen zijn van de stof Actovegin. Dit is een stof in de blaas van runderen die er voor kan zorgen dat er in het dier clenbuterol ontstaat. Dit zou echter geen gevolgen hebben voor het vlees van de betreffende dieren. De voormalig Spaanse wielrenner Jesús Manzano zou ook clenbuterol gebruikt hebben omdat het dier waar hij vlees van at gevoed zou zijn met Actovegin. Verder zijn er nooit sporters gepakt.

### Seizoen 2011
Op 26 januari maakte de Spaanse wielerbond RFEC het besluit bekend om Contador, ondanks de zeer lage hoeveelheid aangetroffen clenbuterol, voor een jaar te schorsen. Op 15 februari 2011 werd hij door de tuchtcommissie van de Spaanse wielerbond vrijgesproken van dopinggebruik. Daardoor mocht hij per direct weer aan wedstrijden meedoen en behield hij zijn derde Tourzege. De UCI ging een maand later tegen dit besluit in beroep bij het CAS, het Wereldantidopingagentschap een week later. De zaak werd over de Ronde van Frankrijk 2011 getild en kwam in november 2011 voor.
In de Ronde van Italië startte hij intussen als absolute topfavoriet, en in rit negen liet hij voor het eerst echt van zich horen. In deze etappe waarbij tweemaal op de Etna geklommen moest worden, eindigde hij met een minuut voorsprong op alle andere favorieten. Zo pakte hij zijn eerste ritoverwinning in een Giro ooit. In de dertiende etappe behaalde hij weer een overwinning. Rujano won, maar Contador breidde zijn voorsprong uit tot 3,09 minuut op de tweede in het klassement, Nibali. Deze voorsprong kwam de hele ronde geen moment meer in gevaar. Hij wist ook nog de klimtijdrit (etappe 16) te winnen en won de Ronde van Italië uiteindelijk met 6 minuten en 10 seconden op Michele Scarponi. Met de ritzeges zou hij behoren tot de groep renners met ritzeges in alle drie de Grote Rondes, ware het niet dat deze hem begin 2012 door het CAS zou worden ontnomen, net als zijn overwinning in het eindklassement.
De Ronde van Frankrijk 2011 was geen groot succes voor Alberto Contador. In de eerste week kwam hij een paar keer ten val, hetgeen hem ook achterstand in het algemeen klassement opleverde. In de Pyreneeën was Contador niet in vorm en hij verloor tijd in het algemeen klassement. In de 16e etappe plaatste Contador een verrassende aanval, en hiermee won hij weer wat tijd terug op enkele van zijn concurrenten. In de Alpen bleek echter opnieuw dat Contador niet met de besten mee bergop kon. Na de 18e etappe stond Contador 4 min en 44 seconden achter in het algemeen klassement.
Vroeg in de 19e etappe, aan de voet van de Télégraphe, plaatste Alberto Contador een demarrage, die uiteindelijk alleen gevolgd kon worden door Andy Schleck. Contador en Schleck haalden vervolgens samen de koplopers van de wedstrijd bij. In de lange afdaling van de Galibier kwamen echter alle belangrijke klassementsrenner weer terug bij de kop van de wedstrijd. Contador herhaalde zijn stunt echter op Alpe d'Huez en dit keer moest ook Andy Schleck passen, met Evans in zijn wiel. Contador nam meer dan een minuut. Maar Samuel Sánchez en Pierre Rolland sprongen op hun beurt weg en haalden Contador bij. Uiteindelijk won Rolland deze etappe. Contador werd vijfde in het algemeen klassement.
Contador reed in 2011 zowel de Giro als de Tour, omdat hij van tevoren nog niet wist of hij wel de Tour mocht rijden. Na de Tour gaf hij aan dat deze combinatie te zwaar was geweest, en dat hij voortaan nooit meer de Giro zou rijden.

### Seizoen 2012
Op 6 februari 2012 deed het CAS na anderhalf jaar en enkele keren uitstellen uitspraak in de zaak Contador. Het vonnis luidde dat de Spanjaard schuldig bevonden werd aan het gebruik van de doping clenbuterol en daarom werd hem een schorsing van twee jaar opgelegd. Deze schorsing zou met terugwerkende kracht ingaan, wat hem dus ook de Tour de France titel van 2010 kostte. De schorsing zou duren tot 6 augustus 2012. Daardoor miste hij de Ronde van Frankrijk 2012 en de Olympische spelen van 2012. Hij moest ook alle zeges die hij na 5 augustus 2010 had behaald, waaronder de eindzege in de Ronde van Frankrijk 2010 en de Ronde van Italië 2011, inleveren. Op 6 augustus 2012 maakte Contador zijn comeback in de Eneco Tour als voorbereiding op zijn eerste grote doel: de Ronde van Spanje. Hij deed dat succesvol door een zevende plaats in de tijdrit in Ardooie, een achtste plaats in de slotrit over de Muur van Geraardsbergen, en een vierde plaats in het eindklassement te behalen. El Pistolero werd zo als grote favoriet naar voren geschoven voor de Ronde van Spanje. Tijdens de Ronde van Spanje reed Joaquim Rodríguez lange tijd in de rode leiderstrui. Contador nam de leiding in het algemeen klassement over van zijn landgenoot na een verrassende actie in de zeventiende etappe: hij trok vroeg in de etappe ten aanval en pakte op de streep twee minuten en achtendertig seconden op Rodríguez. Tevens won hij de etappe, zijn eerste overwinning sinds hij terugkwam van zijn schorsing. In de laatste bergetappe, met finish op de Bola del Mundo, verloor Contador tijd op zijn concurrenten Joaquim Rodríguez en Alejandro Valverde, maar hij wist de leiding in het klassement te behouden, waardoor hij voor de tweede maal in zijn carrière de Ronde van Spanje won. Drie weken later won hij Milaan-Turijn, zijn allereerste overwinning in een eendagswedstrijd.

### Seizoen 2013
Een ritzege in de Ronde van San Luis, die verreden werd in januari, was de enige overwinning van Contador in 2013. Voorafgaand aan de Ronde van Frankrijk werd Contador als belangrijkste uitdager van topfavoriet Chris Froome gezien. De Spanjaard was echter niet in topvorm en eindigde als vierde.

### Seizoen 2014
Contador nam deel aan de Ronde van Frankrijk in dat jaar maar moest in de 10de etappe opgeven, nadat hij in de afdaling ten val was gekomen en daarbij een scheenbeenbreuk opliep. Na zijn opgave was er lange tijd twijfel of hij aan de start zou staan van de Vuelta. Uiteindelijk besloot hij toch deel te nemen. Hoewel er twijfels waren over zijn vorm, bewees Contador te kunnen volgen in de bergritten en na 10 ritten nam hij de leiderstrui over van Nairo Quintana, nadat deze laatste viel in een tijdrit. Contador zou deze trui niet meer uit handen geven en ook de 16e en 20e etappe winnen, resulterend in een derde eindzege in de Vuelta.

### Seizoen 2015
Contador won in 2015 de Ronde van Italië. Hij deed dit zonder zelf een enkele rit gewonnen te hebben. Zijn veelbesproken volgende doel was de Ronde van Frankrijk: in tegenstelling tot de meeste concurrenten (die zich beperken tot een van beide rondes) deed hij weer een gooi naar de 'dubbel'. Dit werd echter geen succes: hij werd 5e in de Tour.

### Seizoen 2016
Contador startte zijn seizoen met een tegenvallende tijdrit in de Ronde van Algarve maar won nadien de 5e etappe. Hij bereidde zich voor op de Ronde van Frankrijk in Parijs-Nice. Daar werd hij 2e in het eindklassement. Hij reed ook de Ronde van Baskenland waar hij een etappe en het eindklassement won. In de laatste rechte lijn voor de tour won hij een etappe in de Critérium du Dauphiné. In de Ronde van Frankrijk viel hij twee keer zwaar en gaf in de 10e etappe op. Tevens maakte hij ook bekend dat hij overstapte naar Trek-Segafredo. Zijn laatste doel van het seizoen was de Ronde van Spanje. In de voorbereiding boekte hij een overwinning in het eindklassement van de Ronde van Burgos. Tijdens de Ronde van Spanje viel hij ook zwaar maar bleef in de ronde en kwam tot een vierde plaats in het eindklassement.

### Seizoen 2017
In de Ronde van Frankrijk van 2017 speelde Contador geen rol voor de eindzege. Hij viel in de bergen wel een aantal keren aan. Uiteindelijk eindigde hij als negende in het eindklassement. Op 7 augustus 2017 kondigde Contador zijn afscheid als professioneel wielrenner aan. Zijn laatste koers was de Ronde van Spanje. Hierin boekte hij in de twintigste etappe, op de voorlaatste dag van deze ronde, zijn allerlaatste zege op de beklimming van Alto de Angliru. Een dag later beëindigde Alberto Contador in Madrid zijn professionele wielercarrière met een vijfde plaats in het eindklassement.

## Palmares

### Overwinningen
2001
- Subida a Gorla

2002
- 4e etappe A en B Bidasoa Itzulia
- 5e en 6e etappe Vuelta a Palencia

2003
- 8e etappe Ronde van Polen

2005
- 5e etappe Tour Down Under
- 3e etappe Catalaanse Week
- Eindklassement Catalaanse Week
- 5e etappe B Ronde van het Baskenland
- Puntenklassement Ronde van het Baskenland
- 4e etappe Ronde van Romandië

2006
- 3e etappe Ronde van Romandië
- 8e etappe Ronde van Zwitserland

2007
- 4e etappe Ronde van Valencia
- 4e etappe Parijs-Nice
- 7e etappe Parijs-Nice
- Eindklassement Parijs-Nice
- Jongerenklassement Parijs-Nice
- 4e etappe Ronde van Castilië en León
- Eindklassement Ronde van Castilië en León
- Combinatieklassement Ronde van Castilië en León
- 14e etappe Ronde van Frankrijk
- Eindklassement Ronde van Frankrijk
- Jongerenklassement Ronde van Frankrijk

2008
- 1e etappe Ronde van Castilië en León
- 4e etappe Ronde van Castilië en León
- Eindklassement Ronde van Castilië en León
- Combinatieklassement Ronde van Castilië en León
- 1e etappe Ronde van Baskenland
- 6e etappe Ronde van Baskenland
- Eindklassement Ronde van Baskenland
- Eindklassement Ronde van Italië
- 13e etappe Ronde van Spanje
- 14e etappe Ronde van Spanje
- Eindklassement Ronde van Spanje
- Combinatieklassement Ronde van Spanje

2009
- 4e etappe Ronde van de Algarve
- Eindklassement Ronde van de Algarve
- Proloog Parijs-Nice
- 6e etappe Parijs-Nice
- 3e etappe Ronde van Baskenland
- 6e etappe Ronde van Baskenland
- Eindklassement Ronde van Baskenland
- Spaans kampioen tijdrijden, Elite
- 4e etappe Ronde van Frankrijk (ploegentijdrit)
- 15e etappe Ronde van Frankrijk
- 18e etappe Ronde van Frankrijk (individuele tijdrit)
- Eindklassement Ronde van Frankrijk
- Eindklassement UCI Wereldranglijst

2010
- 3e etappe Ronde van de Algarve
- Eindklassement Ronde van de Algarve
- 4e etappe Parijs-Nice
- Eindklassement Parijs-Nice
- 4e etappe Ronde van Castilië en León (individuele tijdrit)
- Eindklassement Ronde van Castilië en León
- Combinatieklassement Ronde van Castilië en León
- Proloog Critérium du Dauphiné
- 6e etappe Critérium du Dauphiné
- Puntenklassement Critérium du Dauphiné
- Eindklassement Ronde van Frankrijk

2011
- 2e en 3e etappe Ronde van Murcia
- Eindklassement Ronde van Murcia
- 3e etappe Ronde van Catalonië
- Eindklassement Ronde van Catalonië
- 4e etappe Ronde van Castilië en León (individuele tijdrit)
- 9e en 16e etappe (individuele klimtijdrit) Ronde van Italië
- Eindklassement Ronde van Italië
- Puntenklassement Ronde van Italië

2012
- 3e en 5e etappe Ronde van San Luis
- 17e etappe Ronde van Spanje
- Strijdlust Ronde van Spanje
- Eindklassement Ronde van Spanje
- Milaan-Turijn

2013
- 6e etappe Ronde van San Luis
- Puntenklassement Tirreno-Adriatico

2014
- 4e etappe Ronde van de Algarve
- 4e etappe Tirreno-Adriatico
- 5e etappe Tirreno-Adriatico
- Eindklassement Tirreno-Adriatico
- 1e etappe Ronde van het Baskenland
- Eindklassement Ronde van het Baskenland
- 16e etappe Ronde van Spanje
- 20e etappe Ronde van Spanje
- Eindklassement Ronde van Spanje
- Combinatieklassement Ronde van Spanje

2015
- 3e etappe Ruta del Sol
- Eindklassement Ronde van Italië
- 3e etappe Route du Sud
- Eindklassement Route du Sud

2016
- 5e etappe Ronde van de Algarve
- 6e etappe Ronde van het Baskenland (individuele tijdrit)
- Eindklassement Ronde van het Baskenland
- Proloog Critérium du Dauphiné
- Eindklassement Ronde van Burgos
- Rood rugnummer Ronde van Spanje

2017
- 17e en 20e etappe Ronde van Spanje
- Groen rugnummer Ronde van Spanje

### Resultaten in voornaamste wedstrijden
| Jaar | Ronde van Italië | Ronde van Frankrijk | Ronde van Spanje |
| ---- | ---------------- | ------------------- | ---------------- |
| 2003 |                  |                     |                  |
| 2004 |                  |                     |                  |
| 2005 |                  | 31e                 |                  |
| 2006 |                  |                     |                  |
| 2007 |                  | ↑ (1)               |                  |
| 2008 | ↑                |                     | ↑ (2)            |
| 2009 |                  | ↑ (2)               |                  |
| 2010 |                  | ↑                   |                  |
| 2011 | ↑ (2)            | 5e                  |                  |
| 2012 |                  |                     | ↑ (1)            |
| 2013 |                  | 4e                  |                  |
| 2014 |                  | opgave              | ↑ (2)            |
| 2015 | ↑                | 5e                  |                  |
| 2016 |                  | opgave              | 4e               |
| 2017 |                  | 9e                  | 5e (2)           |

| Jaar | Amstel Gold Race | Luik-Bast.‑Luik | Ronde van Lombardije | Waalse Pijl |  | WK op de weg |  | Wereldranglijsten |
| ---- | ---------------- | --------------- | -------------------- | ----------- |  | ------------ |  | ----------------- |
| 2003 |                  |                 |                      |             |  |              |  |                   |
| 2004 |                  |                 |                      |             |  |              |  |                   |
| 2005 |                  |                 |                      |             |  |              |  | 33e (UPT)         |
| 2006 | opgave           | 81e             |                      | 45e         |  |              |  | 32e (UPT)         |
| 2007 |                  | 27e             |                      | 55e         |  |              |  | (UPT)             |
| 2008 |                  |                 |                      |             |  | opgave       |  | 13e (UPT)         |
| 2009 |                  |                 |                      |             |  |              |  | (UWK)             |
| 2010 |                  | 9e              |                      | ↑           |  |              |  | 13e (UWK)         |
| 2011 |                  |                 |                      | 11e         |  |              |  |                   |
| 2012 |                  |                 | 9e                   |             |  | 38e          |  | 12e (UWT)         |
| 2013 |                  | 57e             | opgave               | 33e         |  | opgave       |  | 15e (UWT)         |
| 2014 |                  |                 | 34e                  |             |  |              |  | (UWT)             |
| 2015 |                  |                 |                      |             |  |              |  | 6e (UWT)          |
| 2016 |                  |                 |                      |             |  |              |  | 5e (UWT)          |
| 2017 |                  |                 |                      |             |  |              |  | 10e (UWT)         |

- Giro d'Italia: 23  (7 in 2008 en 16 in 2015)[30]
- Tour de France: 11  (4 in 2007 en 7 in 2009), 1  (in 2009) en 12  (alle in 2007)[31]
- Vuelta a España: 26  (9  in 2008, 5 in 2012 en 12 in 2014), 3  (punten, in 2008) en 18  (14 in 2008 en 4 in 2014)
- Totaal: 60 leiderstruien (alle drie), 3 puntentruien (Vuelta), 1 bergtrui (Tour), 12 jongerentruien (Tour) en 18 combinatietruien (Vuelta)

### Resultaten in kleinere rondes
| Jaar | Ronde van de Algarve | Parijs-Nice | Tirreno-Adriatico | Ronde van Catalonië | Ronde van het Baskenland | Ronde van Romandië | Ronde van Zwitserland | Critérium du Dauphiné |
| ---- | -------------------- | ----------- | ----------------- | ------------------- | ------------------------ | ------------------ | --------------------- | --------------------- |
| 2003 |                      |             |                   |                     |                          |                    |                       |                       |
| 2004 |                      | 26e         |                   |                     |                          |                    |                       |                       |
| 2005 |                      | 15e         |                   |                     | (1)                      | 4e (1)             |                       | opgave                |
| 2006 |                      | 24e         |                   |                     | 5e                       | ↑ (1)              | 22e (1)               |                       |
| 2007 |                      | ↑ (2)       |                   |                     | 14e                      |                    |                       | 6e                    |
| 2008 |                      |             |                   |                     | ↑ (2)                    |                    |                       |                       |
| 2009 | ↑ (1)                | 4e (2)      |                   |                     | ↑ (2)                    |                    |                       | ↑                     |
| 2010 | ↑ (1)                | ↑ (1)       |                   |                     |                          |                    |                       | ↑ (2)                 |
| 2011 | 4e                   |             |                   | ↑ (1)               |                          |                    |                       |                       |
| 2012 |                      |             |                   |                     |                          |                    |                       |                       |
| 2013 |                      |             | ↑                 |                     | 5e                       |                    |                       | 10e                   |
| 2014 | ↑ (1)                |             | ↑ (2)             | ↑                   | ↑ (1)                    |                    |                       | ↑                     |
| 2015 |                      |             | 5e                | 4e                  |                          |                    |                       |                       |
| 2016 | ↑ (1)                | ↑           |                   | ↑                   | ↑ (1)                    |                    |                       | 5e (1)                |
| 2017 |                      | ↑           |                   | ↑                   | ↑                        |                    |                       |                       |

## Ploegen
- 2002 –  ONCE-Eroski (stagiair vanaf 1-9)
- 2003 –  ONCE-Eroski
- 2004 –  Liberty Seguros
- 2005 –  Liberty Seguros-Würth Team
- 2006 –  Astana-Würth Team [a]
- 2007 –  Discovery Channel Pro Cycling Team
- 2008 –  Astana
- 2009 –  Astana
- 2010 –  Astana
- 2011 –  Saxo Bank Sungard
- 2012 –  Team Saxo Bank-Tinkoff Bank [b]
- 2013 –  Team Saxo-Tinkoff
- 2014 –  Tinkoff-Saxo
- 2015 –  Tinkoff-Saxo
- 2016 –  Tinkoff
- 2017 –  Trek-Segafredo

1. ↑  Tot eind mei heette de ploeg Liberty Seguros-Würth, maar na het wegvallen van Liberty Seguros en het aantrekken van Astana als sponsor, werd de naam meerdere malen gewijzigd.
2. ↑  Tot eind juni heette de ploeg Team Saxo Bank, maar na het aantrekken van Oleg Tinkov als cosponsor werd de naam veranderd.